# Lady Leshurr

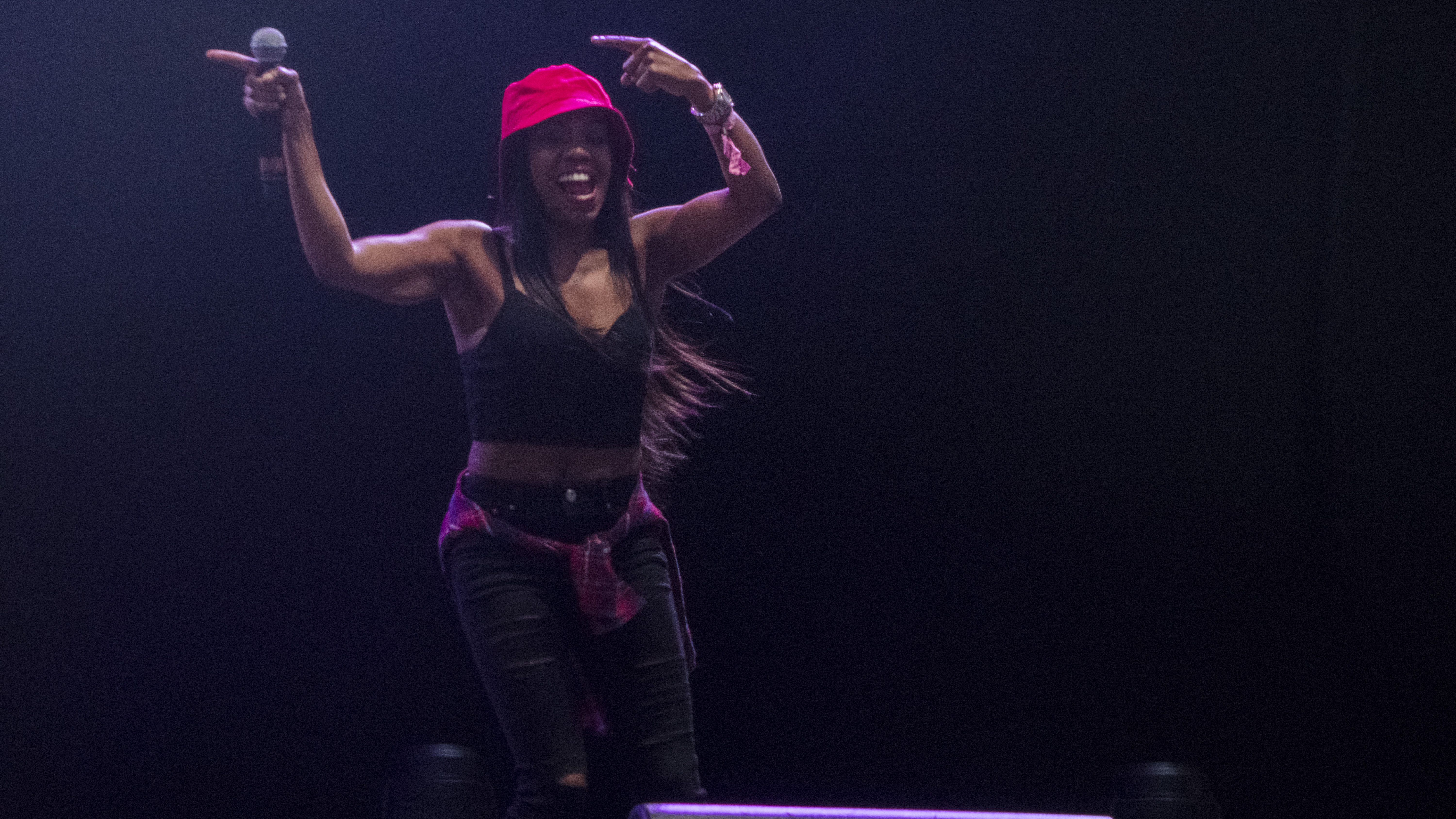
Lady Leshurr bei einem Auftritt (2017)

Melesha Katrina O’Garro BEM (* 15. Dezember 1988 in Solihull, West Midlands, England), bekannt als Lady Leshurr, ist eine britische Rapperin, Sängerin, Musikproduzentin, Radio-DJ und Schauspielerin aus Birmingham. Ihr Stil ist dem Hip-Hop-Subgenre Grime zuzuordnen, greift aber auch Elemente aus den Genres Garage, Reggae, House, Dancehall und Pop auf. Wiederholt wurde Leshurr in den Medien als „Queen of Grime“ und „Queen of British Rap“ bezeichnet.

## Name
Das Pseudonym Lady Leshurr sorgt immer wieder für Unklarheiten, da aufgrund der verzerrten Schreibweise auch englische Muttersprachler ihn oft falsch aussprechen. Korrekt ausgesprochen wird Leshurr wie die letzten beiden Silben von O’Garros Vornamen Melesha, also „Lee-sha“ oder, in deutscher Umschrift, „Lie-scha“. ([li:ʃə] ). In den frühesten Anfängen ihrer Karriere, als sie noch in Jugendclubs rappte und ihr erstes Mixtape produzierte verwendete sie das Pseudonym Lady L. Ein Freund ihres älteren Bruders hatte sie immer so genannt. Als sie sechzehn war schrieb sie einen Song, den sie Lady Leshurr nannte und blieb dann bei diesem Namen. Lady L benutzt sie heute noch gelegentlich, beispielsweise wenn sie in Filmen mitwirkt.

## Karriere
Leshurr war in ihrer Kindheit ständig von Musik umgeben. Die ganze Familie war musikbegeistert. Ihre Geschwister musizierten und rappten ebenfalls. Leshurr begann bereits im Alter von 6 Jahren Texte zu schreiben, die sie ihrer Mutter auf die Mailbox rappte. Entscheidenden Anstoß gab ihr der Song Bam Bam der Reggae-Sängerin Sister Nancy und bis heute gehören Coverversionen von Bam Bam zu Leshurrs Live-Repertoire.
Musikalisch prägend war die Entdeckung der Hip-Hop Kultur, in die sie von ihrer älteren Schwester eingeführt wurde. Besonders die Musik Eminems beeindruckte sie und übte einen nachhaltigen Einfluss auf sie aus. Als sie diese im Alter von 12 kennenlernte, beschloss sie, dass sie Musikerin werden wollte.
Im Kingshurst Youth & Community Centre, einem örtlichen Jugendzentrum, erlernte sie die nötigen Techniken, um ihre eigenen Songs zu mixen und aufzunehmen. Außerdem lernte sie Schlagzeug spielen und übte sowohl das Rappen als auch zu Tanzen. In ihrer Zeit auf der Secondary School rappte sie regelmäßig auf Partys und war als DJ tätig und verfeinerte ihre Skills kontinuierlich.
Mit 14 Jahren produzierte und veröffentlichte Leshurr als Lady L ihr erstes Mixtape Needle In A Heystack. Sie promotete und vertrieb das Mixtape auch selbst. Im Handverkauf bot sie es auf Partys und Passanten in der Innenstadt Birminghams an. Die CD war auch in örtlichen Plattenläden erhältlich. Als der legendäre [Independent]-Plattenladen Tempest Records sich bereit erklärte Needle In A Heystack ins Programm zu nehmen, geriet Leshurr vor Freude derart aus dem Häuschen, das sie dem Laden die CDs umsonst überließ. Darüber hinaus verschenkte sie CDs an Fremde oder ließ sie einfach in Bussen und auf Parkbänken liegen, in der Hoffnung, das jemand sie dort finden und auf sie aufmerksam würde. Sie begann live aufzutreten, hielt dies jedoch vor ihren Eltern geheim.
In den folgenden Jahren trat Leshurr in ganz England auf, nahm an zahlreichen Rap-Batlles teil, spielte auf dem Sidewinder Festival, erste Stücke von ihr wurden von Sendern wie Kiss FM und BBC 1Xtra im Radio gespielt. Im Jahr 2009 veröffentlichte sie ihr erstes offizielles Mixtape The Last Second unter dem Namen Lady Leshurr. Schon die 25 Stücke des ersten Tape wiesen Leshurr als vielseitige Künstlerin aus, die verschiedene Stilarten in ihre Musik einfließen lässt. Noch im selben Jahr folgte mit Unleshurr ein weiteres Mixtape.
Ebenfalls 2009 spielte Leshurr – wiederum unter dem Pseudonym Lady L – die Rolle der Shakia in dem Spielfilm 1 Day der Regisseurin Penny Woolcock. Der Film, dessen Handlung im Gang-Milieu Birminghams angesiedelt ist, wurde in der Stadt von verschiedenen Kinos nicht ins Programm genommen, da die Behörden Ausschreitungen befürchteten. 1 Day erhielt gemischte Kritiken und war kein kommerzieller Erfolg. Für Leshurr, die in dem Musical auch rappte, sollte sich der Film aber als entscheidend erweisen. Die Künstler und Produzenten in London, dem Zentrum der britischen Hip-Hop-Scene, wurden durch den Film auf Leshurr aufmerksam. Dies öffnete ihr wichtige Türen und kann als ein erster Durchbruch der Künstlerin angesehen werden.
Leshurr, die bereits in ihrer Jugend Schauspielunterricht genommen hatte, wirkte auch in den folgenden Jahren an Filmen mit, so 2010 in Fifty von Regisseur Ryan Vernava oder 2015 in Lapse of Honour von Rayna Campbell.
2010 veröffentlichte Leshurr das Mixtape 01:21 AM sowie die EP Every Little Counts, eine Zusammenstellung von Kollaborationen mit anderen Grime-Musikern wie Dot Rotten, P. Money und Mz. Bratt. Im September gründete Leshurr ihr eigenes Label Gutter Strut Limited um ihre Musik und die von ihr selbst entworfenen Merchandising-Produkte zu vertreiben. Im Oktober 2015 löste sie die Firma wieder auf.
Ihren nationalen Durchbruch erreichte Leshurr 2011, als das Video zu ihrer Coverversion von Chris Browns Look at Me Now auf Worldstarhiphop.com an nur einem Tag über 80.000 mal aufgerufen wurde. Die ersten englischen Tageszeitungen fingen daraufhin an, über sie zu berichten, und sie wurde als „Best Female Artist“ mit einem Official Mixtape Award ausgezeichnet. Sie veröffentlichte im selben Jahr auch die EP Off the Lesh sowie die beiden Mixtapes L Day und Friggin L, auf dem Look At Me Now enthalten ist. Friggin L nennt Leshurr auch eine Modelinie, die sie 2011 ins Leben rief. Die Produkte von Friggin L, die Leshurr selbst gestaltet und vertreibt, sind äußerst beliebt. Sie drehte 2011 fünf Videoclips und im November erschien ihre erste Single, das von Wizzy Wow produzierte Lego. Das dazugehörige Video wurde vorab am 30. Oktober 2011 von Hottesttracks.com veröffentlicht. Lego erschien auch, zusammen mit einigen Remixen, als EP.
Im Jahr 2012 veröffentlichte Leshurr das 2000 and L Mixtape. Wieder erhielt sie einen Official Mixtape Award als „Best Female Artist“ sowie einen Urban Music Award in derselben Kategorie. Leshurr spielt Konzerte mit der Reggae-Band The Rasites. Neben den klassischen Roots-Reggae-Stücken der Rasites, spielten die Band und Leshurr auch Reggaeversionen einiger Stücke aus Leshurrs Repertoire, so beispielsweise Lego und Look At Me Now. Im Rahmen der Veranstaltungsreihe Bass Culture - The Influence Of Reggae On British Music gab sie mit der Band ihr am 17. März 2012 in Austin ihr erstes Konzert in den Vereinigten Staaten. Ebenfalls im Rahmen von Bass Culture tourten Leshurr und die Rasites Anfang 2013 durch ganz England. Leshurr nahm an den Veranstaltungen nicht nur als Life-Performerin teil, sie beteiligte sich auch als Referentin an Podiumsdiskussionen.
Die Mona Leshurr EP und das L Yeah! Mixtape erschienen 2013. Der Song Blazin’, den Leshurr mit dem Electro/Dubstep-Musiker Torqux aufgenommen hatte, belegte Platz 1 der MTV Base Charts und verdrängte Justin Timberlake von dieser Position. Am 10. August des Jahres trat Leshurr beim BBC Classic Urban Prom zusammen mit dem BBC Symphony Orchestra in der Royal Albert Hall auf. Lady Leshurr spielte die Stücke Blazin’, Look At Me Now und Let The Dogs Run Wild. Die BBC übertrug das Konzert landesweit.
Anfang 2014 erschien Lil Bit Of Lesh, sowie Videos zu drei Songs (Chase The Dream, Been A Long Time, The Worst) von dem Mixtape.
Nach der Veröffentlichung von neun Mixtapes und vier EPs, zahlreichen Kooperationen mit anderen Künstlern, jahrelangem, unermüdlichem Touren und dem Gewinn mehrerer Auszeichnungen, war Leshurrs Karriere, trotz erster Charterfolge und weitgehender Akzeptanz und Anerkennung, sowohl in der Hip-Hop-Community als auch in Mainstream-Medien, ins Stocken geraten. Obwohl sie Angebote von verschiedenen Plattenfirmen bekommen hatte – unter anderem von Atlantic Records, Kanye Wests GOOD Music und Lil Waynes Label Young Money – war kein Vertrag zustande gekommen. Leshurr, die stets Wert auf ihre Unabhängigkeit gelegt hatte, hatte letztlich doch einen Vertrag mit einem Management unterschrieben, die Zusammenarbeit funktionierte jedoch nicht. Leshurr hatte viel erreicht, wirklicher kommerzieller Erfolg blieb allerdings aus. Trotz ihrer Bekanntheit war sie noch immer arm. Dann kam es zu einem Ereignis, dass sie tief erschütterte und in eine Depression stürzte. Eine ihr nahestehende Person hatte sich Zugang zu ihren Social-Media-Konten verschafft und diese vollständig gelöscht.
In der Folge zog Leshurr sich für ein Jahr mehr oder weniger aus der Musikszene zurück. Natürlich war sie auch in dieser Zeit nicht völlig untätig. Als Gastmusikerin war sie an der Produktion von mindestens 10 Songs anderer Künstler beteiligt. Sie managte ihre Kollegin und Freundin Paigey Cakey. Mit ihrem Lady Leshurr’s Rap College – eine Reihe von Veranstaltungen, bei denen sie Jugendlichen Tipps und Tricks über das Musikmachen vermittelt – zog sie durch ganz England. Leshurr bekam eine eigene Sendung auf Reprezent Radio. Die Mona Leshurr Show feierte am 3. Mai 2014 Premiere. Leshurr moderierte die Sendung vierzehntäglich bis mindestens Ende Juli. Ende 2014 veröffentlichte Leshurr den Song Shurraq auf YouTube.
Anfang 2015 meldete Leshurr sich endgültig zurück und veröffentlichte am 1. Februar Queen’s Speech #1, den ersten Teil einer Serie von Freestyles, die sich als bahnbrechend für ihre Karriere erweisen sollten. Am 25. Juni 2015 erreichte das erste Mal ein Video Leshurrs (Queen’s Speech #3) 1.000.000 Aufrufe. Dieses Ereignis veranlasste sie zu dem Song One Million Views, der später auf der Queen’s Speech EP veröffentlicht wurde. Am 30. Juli desselben Jahres geht ihre erste offizielle Webseite LYeah! online.
Internationale Bekanntheit erlangte Leshurr als Queen’s Speech #4 virale Verbreitung im Internet fand, nachdem Samsung den Song in einem Werbespot für das Smartphone Galaxy S6 Edge+ und die dazugehörige, kabellose Aufladestation verwendete. Innerhalb von nur drei Tagen erzielte Queen’s Speech #4 18 Millionen Klicks auf Facebook.
Auch ihre Aktivitäten als Live-Performerin nahm Leshurr 2015 wieder auf. Im Frühjahr schloss Leshurr einen Vertrag mit einer neuen Booking-Agentur. Am 18. März verkünden MN2S, dass Leshurr bei ihnen unterschrieben hat. MN2S organisierten Leshurrs erste Tournee als Headliner. Die Mad Ting Tour war ausverkauft. Leshurr wurde bei den Urban Music Awards in gleich drei Kategorien (Best Female Act, Best Hip Hop Act und Best Music Video) nominiert und gewann auch alle drei Preise.
Im Rahmen einer landesweiten Kampagne zur Förderung der kreativ Tätigen des Landes, bemalten die Graffiti-Künstler Chu, Gent 48 und Title 2015 eine Außenwand der sechsstöckigen Custard Factory, einem unabhängigen Kultur- und Gewerbezentrum in Birmingham. Lady Leshurr war eine der vier auf dem Bild in überdimensionalen Porträts dargestellten, aus der Stadt stammenden, Künstler. In der Custard Factory hatte Leshurr in ihrer Jugend an Musikworkshops und Tanzkursen teilgenommen.
Im Frühjahr 2016 unterschrieb Leshurr einen Vertrag mit der Sony-Tochter RCA Records. Als erste Veröffentlichungen für das Label erschienen die Singles Where Are You Now? und Queen’s Speech #6. Am 1. Januar war bereits, noch unter dem Signet Gutter Strut, die Queen’s Speech EP erschienen, auf der Queen’s Speech #1-5 sowie One Million Views enthalten waren.
Leshurr tourt 2016 erstmals weltweit. Sie absolviert Konzerte und Festivalauftritte in ganz England und zahlreichen europäischen Ländern, den Vereinigten Staaten und Kanada, der Karibik, Australien, Dubai und Ost-Asien (Vietnam, Singapur, Hong Kong). Am 11. November 2016 trat Leshurr bei Jazz Voice, der Eröffnungsgala des London Jazz Festivals, auf. Von einem 42-köpfigen Orchester begleitet spielte sie Bam Bam und Queen’s Speech 4. Der Auftritt kam bei Publikum und Kritik schlecht an.
Im Februar 2016 veröffentlichte die Guinness-Brauerei eine vierteilige Serie von Videos zu Ehren des 1987 verstorbenen Musikproduzenten und Bürgerrechtlers John Hammond, in denen jeweils ein Künstler Hammond Tribut zollt. In einem der dreiminütigen Clips rappte Leshurr über ihre Achtung für Hammond und dessen Bedeutung. Der Modedesigner Alexander Wang nutzte Queen’s Speech #3 zur musikalischen Untermalung der Fashion Show, auf der er seine Kollektion für Frühling/Sommer 2016 präsentierte. Auf dem Cover der August-Ausgabe des New Musical Express war Leshurr abgebildet. Im November wurde sie mit dem renommierten MOBO Award als „Best Female Act“ ausgezeichnet.
Am 22. März 2017 bedankte Leshurr sich auf Facebook bei ihren Fans dafür, dass die 21 Videos auf ihrem YouTube-Kanal insgesamt 100.000.000 Aufrufe erreicht hatten. Am 29. April des Jahres erschienen die EP Mode sowie die Single Juice.
Im Jahr 2019 war Lady Leshurr neben Lioness und Ms. Banks eine von drei Gastrapperinnen auf dem von Will.i.am produzierten Track Pretty Little Thing. Sie selbst veröffentlichte 2019 den Track Your Mr. Während der COVID-19-Pandemie 2020 veröffentlichte sie als Video den an ihre Queen's-Speech-Reihe angelehnten Track Quarantine Speech.

## Rezeption
In den Medien wird Leshurr größtenteils sehr positiv aufgenommen. Matthew Trammel vom New Yorker nannte sie eine „behände, spitzbübische Texterin“. Angela H. Brown vom Magazin Slug lobt die „perfekte Diktion“ ihrer „mit Lichtgeschwindigkeit ausgespuckten Reime“. Die Texte Leshurrs seien „extrem lustig“ sagt Alexis Petridis vom Guardian, enthielten einige der „heftigsten Punchlines im britischen Rap“ (Joylon Webber, Hunger Magazin) und würden in „perfektem Flow abgeliefert“, findet Milly McMahon von Complex UK.
Von der Internetplattform Complete Music Update wurde Leshurr 2016 in die Liste der „Fünf Künstler des Jahres“ aufgenommen. Nach Einschätzung Nikki Sehgals von MTV hat Leshurr „die Messlatte für weibliche MCs unglaublich hoch gelegt“. Ann Prowers vom Esquire sieht in ihr den „Beweis, dass weibliche Rapper die nächste Ära des Hip Hop definieren“, während sie für Isabelle Hellyer von i-D der „lebende, atmende, rappende Beweis“ dafür ist, „dass man zugleich der Klassenclown und die klügste Person im Raum“ sein kann.
Ludovic Hunter-Tilney von der Financial Times attestiert der „charismatischen, scharfzüngigen“ Leshurr „Präzision, Verspieltheit und perfektes Timing“. Rahmon Agbaje von Keakie TV findet sie „witzig, frech und in höchstem Maße talentiert“ und Ben Ratliffjan von der New York Times nennt sie eine „frische, stolze“ und „flinke Rapperin“. Für Mosi Reeves vom Rolling Stone macht die „ungestüme Rapperin“ einen „aufregenden Sound“, und Sam Moore vom New Musical Express hält Leshurr für „eines der aufregendsten und mitreißendsten Rap-Talente“.
Marjon Carlos von der Vogue nennt Leshurr „Großbritanniens heißeste Rapperin“. Für T:P vom Bespoke Magazine ist sie „eine der besten britischen Grime-MCs“ und für die Veranstalter des SXSW-Festivals „eine der besten Stimmen ihrer Generation“. Paul Lester vom Guardian findet „ihre Musik - ihre ganze Herangehensweise - ein Vergnügen“ Rupert Home vom Magazin Q, Chris Riotta vom Mic Magazine und MTV Australien nannten Leshurr „Queen of Grime“; Gracie Taylor vom New Zealand Herald und Milly McMahon vom Complex Magazine bezeichneten sie als „Queen of British Rap“.

## Biografisches und Privatleben
Lady Leshurr wurde als Melesha Katrina O’Garro in der Wohnsiedlung Kingshurst in Solihull bei Birmingham geboren und wuchs mit ihren Eltern, einem Bruder und zwei Schwestern unter einem Dach auf. Zehn weitere Brüder und eine weitere Schwester lebten über die Stadt Birmingham verstreut. Ihr familiäres Umfeld beschreibt Leshurr als „gewalttätig und abgeschottet“. Das Verhältnis zu ihrem „sehr strengen, sehr gewalttätigen“ Vater war immer zerrüttet und sie bemühte sich, ihm aus dem Weg zu gehen. Zur Mutter hingegen besteht eine enge Beziehung. Von den Einnahmen, die Leshurr mit Queen`s Speech #4 erzielte, finanzierte sie ihrer Mutter ein Haus.
Leshurr besuchte die Archbishop Grimshaw Catholic School in Solihull. Sie war eine gute Schülerin, außer in Mathematik. Die Mathe-Stunden nutzte sie meist, um Texte zu schreiben.
Bevor sie ihre Karriere begann, war sie als Security Guard bei Konzerten und Fußballspielen tätig. Auch arbeitete sie zeitweise für die Fast-Food-Kette Subway als „Sandwich Artist“, wie die Firma ihre Mitarbeiter im Verkauf nennt.
Leshurr lebt seit 2013 in London. Sie ist unverheiratet und hat keine Kinder.

## Veröffentlichungen

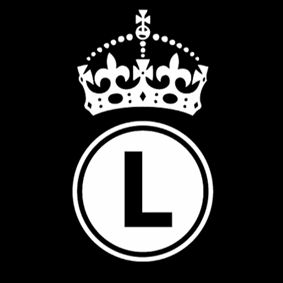
Lady Leshurr Logo (seit 2015)

### Mixtapes
- Needle In A Haystack  (inoffiziell, 2002)[5][19]
- The Last Second (2009)
- Unleshurr (2009)
- 01:21 AM (2010)
- Friggin L (2011)
- L Day (2011)
- 2000 and L (2012)
- L Yeah! (2013)
- Lil Bit of Lesh (2014)

### EPs
- Every Little Counts (2010)
- Lego (2011)
- Off the Lesh (2011)
- Mona Leshurr (2013)
- Queen’s Speech (2016)
- Mode (2017)

### Singles/veröffentlichte Einzelstücke
| - 2009: Look Into My Eyes (featuring That Man Fox) - 2009: Skank - 2010: What I’m Doing - 2011: Boom Boom - 2011: Lego - 2011: Too Much - 2012: It’s For Real (featuring Darrell Parkes) - 2012: Stars - 2013: It’s On Me - 2014: Own Ting - 2014: Shurraq - 2015: Back It Up A Little - 2015: Born Ready - 2015: Lukatar - 2015: Shurrprise! - 2015: Take It Back - 2015: Truiffle Butter Remix - 2015: Queen’s Speech 4 (UK: Silber) | - 2016: Mobo Flow - 2016: Queen’s Speech #6 - 2016: Real Friends Remix - 2016: Represent - 2016: Where are You Now? featuring Wiley - 2016: Unleshed - 2017: Juice - 2017: Queen - 2017: Queen’s Speech #7 - 2017: Unleshed 2 - 2017: Unleshed 3 - 2018: Black Madonna (featuring Mr Eazi) - 2018: Black Panther - 2018: OMW - 2018: On The Road - 2018: New Freezer - 2018: R.I.P. |

### Zusammenarbeiten
- 2009: What Have They Done (Lady Leshurr & P Money)
- 2010: Game Over (Female Takeover – Lady Leshurr, RD, Amplify Dot, Envy, Cherri V, Baby Blue, RoxXxan, Lioness and Mz Bratt)
- 2010: So So Sik (Grime Partners – Lady Leshurr, SP, Lil Smasha and Screwface)
- 2011: Let Me Have A Go (Lady Leshurr & Marvell)
- 2013: Ballin (Lady Leshurr & Paigey Cakey)
- 2013: Clique (Lady Leshurr & Paigey Cakey)
- 2013: Dam City (Lady Leshurr & Paigey Cakey)
- 2013: My Money (Lady Leshurr & Paigey Cakey)
- 2013: Nasty (Lady Leshurr & Paigey Cakey)
- 2014: Don’t Waste My Time Remix (Lady Leshurr & Amplify Dot & Shystie)

### Als Gastmusikerin
| - 2009: Cool Safe (P Money featuring Lady Leshurr, OG’z and Drifter) - 2009: Shower (Rhymestein featuring Lady Leshurr) - 2009: Stomp (Whitee featuring Lady Leshurr) - 2009: Where We Come (Tinie Tempah featuring Lady Leshurr and Black the Ripper) - 2010: Gimme Gimme (KMD featuring Lady Leshurr) - 2010: Haters Around (K.I.D featuring Lady Leshurr, Discreet, Tiisha and Jeancy) - 2010: This Is SRE (Drop the Funk) (SRE featuring Lady Leshurr, Jaykae and Hitman) - 2011: Finally (Leon & Harvey featuring Lady Leshurr) - 2011: Gangster Remix (Zdot featuring Lady Leshurr) - 2011: Money And Power (The Unit featuring Lady Leshurr) - 2011: Move (Fire Camp featuring Lady Leshurr and Scrufizzer) - 2011: Murder (Lea-Anna featuring Lady Leshurr Lioness and Ce’Cile) - 2011: Ready Remix 2 (Cons featuring Lady Leshurr, Tor, Kasay, Tempa and Nolay) - 2011: So Much More (Manga featuring Lady Leshurr and KOF) - 2011: Tear The Roof Off (Gorilla Sawnoff featuring Lady Leshurr) - 2011: We Know (Trilla featuring Lady Leshurr and R.I.O) - 2011: Wonky (Orbital featuring Lady Leshurr) - 2012: Boring Bitches (Etta Bond featuring Lady Leshurr and Raf Riley) - 2012: Da Cypher (Bigz featuring Lady Leshurr and Mistah Fab) - 2012: Delorean Remix (Smiler featuring Lady Leshurr) - 2012: E.T. (Daddys Girls featuring Lady Leshurr) - 2012: Heart Of Stone (Bashy featuring Lady Leshurr, Black the Ripper and Dot Rotten) - 2012: Hoods Up Remix (Teddy Music featuring Lady Leshurr, Lil Nasty, Double S, Scrufizzer and Dot Rotten) - 2012: I Wanna Rock Remix (Maxsta featuring Lady Leshurr, Tinchy Stryder and Rizzle Kicks) - 2012: Level Up Remix (Sway featuring Lady Leshurr and Kelsey) - 2012: Mercy (Igniterr featuring Lady Leshurr, Detox, Impact and Nang Gang) - 2012: Move to Da Gyal Dem (Donae'o featuring Lady Leshurr, Lioness and Mz. Bratt) - 2012: Rock The Mic (Mikey J featuring Lady Leshurr, Mz Bratt, RoxXxan, Amplify Dot, Baby Blue and Lioness) - 2012: Run Your Mouth (Noisses featuring Lady Leshurr, Foreign Beggars and Rtkal) - 2012: Step In The Dance (Mike Delinquent Project featuring Lady Leshurr) - 2012: Sick Love (Vince Kidd featuring Lady Leshurr) - 2012: Va Heter Det (Max Peezay featuring Lady Leshurr) - 2012: WAVY (Kano & Footsie featuring Lady Leshurr, Jme, D Double E and Sway) - 2013: Bet On It (Young O featuring Lady Leshurr and Griminal) | - 2013: Blazin (Torqux featuring Lady Leshurr) - 2013: Donish (Dee Shae featuring Lady Leshurr and Cory Gunz) - 2013: Hardest Out (Tazzle featuring Lady Leshurr) - 2013: I Ain't Rich... Yet (J. Appiah featuring Lady Leshurr) - 2013: Let the Dogs Run Wild (Labrinth featuring Lady Leshurr) - 2013: Not Your Hair Remix (Lady Lykez featuring Lady Leshurr, Stush and Lioness) - 2013: Now That You're Gone Remix (Tanya Lacey featuring Lady Leshurr) - 2013: Off the Leash (Teddy Music featuring Lady Leshurr and Double S) - 2013: Sick In The Head (Reflect featuring Lady Leshurr and Sicnis) - 2013: Spitfire (Big Shizz featuring Lady Leshurr, Jammer, Realz and Villain) - 2013: Swag Fi Dem (RSXG featuring Lady Leshurr, Juki Ranx and Brooklynne) - 2014: Bother You Remix (D’Banj featuring Lady Leshurr) - 2014: Blow It Up (Zdot and Krunchie featuring Lady Leshurr) - 2014: Don’t Like Me (Cashtastic featuring Lady Leshurr, Amplify Dot and Yungen) - 2014: Faded (Zdot featuring Lady Leshurr) - 2014: Got It (Zdot and Krunchie featuring Lady Leshurr) - 2014: Hell & Back (Flyboy Junior and Noni featuring Lady Leshurr) - 2014: Hours (Son Of Kick featuring Lady Leshurr and Paigey Cakey) - 2014: Lyrics 4 Lyrics (The Heavy Trackerz featuring Lady Leshurr, Maxsta, Jammin and Big Shizz) - 2014: OK (Dot Rotten featuring Lady Leshurr) - 2014: Party Til We Fight (Tanika featuring Lady Leshurr and Yungen) - 2014: That's What It Is (Hybrid Theory featuring Lady Leshurr and Trilla) - 2014: Vibe (Geko featuring Lady Leshurr) - 2015: Bagheera (Mr. Flash featuring Lady Leshurr) - 2015: Let The Beat Breathe (Dragg featuring Lady Leshurr) - 2015: Supermodels Remix (Mic Lowry featuring Lady Leshurr and Wiley) - 2015: Ting Tun Up! (Jahdan Blakkamoore featuring Lady Leshurr and Melodic Yoza) - 2016: All On Me Distorzion Remix (Gyptian featuring Lady Leshurr) - 2016: Brand New One (Fizzy featuring Lady Leshurr, Mighty Mo and Gracious K) - 2016: Nothing On Me (Delirious featuring Lady Leshurr and RoRo Benson) - 2016: Rock It (MK The Leader featuring Lady Leshurr) - 2016: Run (Tiggs Da Author featuring Lady Leshurr) - 2017: Bling (Autoerotique featuring Lady Leshurr) |

### Musikvideos
| - 2010: What I’m Doing - 2011: Friggin L (Regie: PacmanTV) - 2011: Lego (Regie: Dego Vizionz) - 2011: Look At Me Now (Regie: Igniterr) - 2011: Pizzin On Em (Regie: Igniterr) - 2011: Too Much (Regie: Hyperfrank) - 2012: Good God (Regie: Dego Vizionz & Igniterr) - 2012: Like A Winner (Regie: Lady Leshurr) - 2012: LYeah! (Regie: Igniterr) - 2013: Emotions (Regie: Igniterr) - 2013: Freak (Regie: Lady Leshurr & Urban Flash) - 2013: It’s On Me (Regie: Igniterr) - 2013: Upset (Regie: Dready) - 2014: Been A Long Time (Regie: JDZ) - 2014: Chase The Dream - 2014: Shurraq (Regie: Jay Goodz) - 2014: The Worst (Regie: Danny Streetz & Kaylum Dennis) - 2015: Back It Up A Little - 2015: Lukatar (Regie: Marcel Beckford) - 2015: Queen’s Speech #1 (Regie: Wowa (Amir Mekkaoui)) - 2015: Queen’s Speech #2 (Regie: Wowa) | - 2015: Queen’s Speech #3 (Regie: Wowa) - 2015: Queen’s Speech #4 (Regie: Lady Leshurr & Wowa) - 2015: Queen’s Speech #5 (Regie: Wowa) - 2015: Take It Back (Regie: Leon Alzner) - 2016: One Million Views (Regie: Wowa) - 2016: Queen’s Speech #6 (Regie: Wowa) - 2016: Represent (Regie: Rohan Blair-Mangat) - 2016: Unleshed (Regie: Kaylum Dennis & Wowa) - 2016: Where Are You Now? (Regie: Carly Cussen) - 2017: Juice (Regie: Wowa) - 2017: Queen’s Speech #7 (Regie: Wowa) - 2017: Unleshed 2 (Regie: Wowa) - 2017: Unleshed 3 (Regie: Wowa & Kaylum Dennis) - 2017: F My Ex (Regie: Wowa) - 2018: Black Madonna (Regie: Wowa) - 2018: Black Panther (Regie: Wowa) - 2018: F My Ex (Regie: Wowa) - 2018: OMW (Regie: Daniele Cernera) - 2018: On The Road (Regie: Adem Boutlidja & Sam Olaechea) - 2018: New Freezer (Regie: Kaylum Dennis) - 2018: R.I.P. (Regie: Wowa) |

## Filmografie
- 2009: 1 Day (Regie: Penny Woolcock)
- 2009: Sacrilege (Regie: Daniel Alexander)[83]
- 2010: Fifty (Regie: Ryan Vernava)
- 2012: What If (Regie: Max Giwa & Dania Pasquini)[84]
- 2015: Lapse of Honour (Regie:Rayna Campbell)
- 2015: Legacy (Regie:Davie Fairbanks & Marc Small)[85]

## Auszeichnungen
DJ Mag BOB Awards
- 2016 Best MC[86]

MOBO Awards
- 2016: Best Female Act

Official Mixtape Awards
- 2011: Best Female Artist
- 2012: Best Female Artist

Screen Nation Film and Television Awards
- 2016: Best Music Promo Video (Queen’s Speech #4)[87]

UGG Female Hip Hop Honor Awards
- 2016: Best Female Artist International[88]

Urban Music Awards
- 2012: Best Female Act
- 2015: Best Female Act
- 2015: Best Hip Hop Act
- 2015: Best Music Video (Queen’s Speech #4)